# پرواز شماره ۲۱۰ لان شیلی
پرواز شماره ۲۱۰ شیلی یک پرواز در کشور شیلی بود که با ۲۰ مسافر و ۴ خدمه که ۸ نفر آن‌ها فوتبالیست حرفه‌ای بودند، در تاریخ ۳ آوریل ۱۹۶۱ در ارتفاعات آند سقوط کرد.

## کشف لاشه هواپیما
گروهی از کوهنوردان در سال ۲۰۱۵ لاشه این هواپیما را پس از سال‌ها پیدا کردند